# Joséphine Sainte-Claire
Pour les articles homonymes, voir Sainte-Claire (homonymie).
Joséphine Sainte-Claire (née Marie Gabrielle Joséphine de Saint-Clair le 20 avril 1793 et morte le 24 mars 1843 à La Villette) est une danseuse de ballet française, active en Suède et au Danemark au début du XIXe siècle.

## Biographie
Elle naît à Paris de Joseph Marcel Meunier Sainte-Claire et Julienne Buisson.
Elle est première danseuse au Ballet impérial de Saint-Pétersbourg en Russie au début des années 1800 jusqu'en 1813, puis première danseuse de 1813 à 1823 au Ballet royal suédois de Stockholm : elle y fait ses débuts en avril 1813 dans un ballet de pantomime de Louis Deland, Myrtil et Cloé. Elle a dansé dans les ballets : Nina eller Den af kärlek svagshita (Nina ou L’amour de Svagshita), Jenny eller Engelska inbrottet i Skottland, ainsi que le rôle de Rose dans l’opérette Två ord (Deux mots) en 1816. Elle est artiste invitée au Ballet royal danois à Copenhague de 1820 à 1823.
Marianne Ehrenström écrit à son sujet dans ses Notices sur la littérature et les beaux arts en Suède (1826) : « Mlle St. Claire fit pendant dix ans les délices de  Stockholm. Elle était surtout remarquable par sa pantomime, l'expression aimable de sa figure agréable et la décence gracieuse de sa danse. »
Elle épouse en premières noces Alexandre Vedel, acteur au Théâtre français de Saint-Pétersbourg. Elle divorce en 1813 et se remarie à son partenaire et maître de ballet au Ballet royal suédois, André Isidore Carey : le mariage a lieu le 26 mars 1821 à l'Église Sainte-Eugénie de Stockholm.
Elle part pour Vienne en 1823 avec son mari, sans qu'on ait d'éléments sur la suite de sa carrière.